# Karel van Mecklenburg-Strelitz

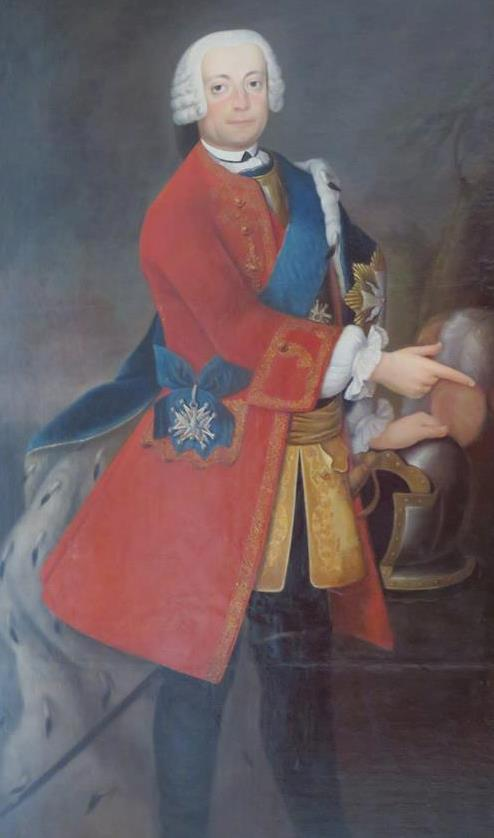
Karel van Mecklenburg-Strelitz, hertog van Mecklenburg-Mirow.

Karel Lodewijk Frederik van Mecklenburg-Strelitz (Strelitz, 23 februari 1708 - Mirow, 5 juni 1752) was hertog van Mecklenburg-Mirow. Hij behoorde tot het huis Mecklenburg.

## Levensloop
Karel was de jongste zoon van hertog Adolf Frederik II van Mecklenburg-Strelitz en diens derde echtgenote Christiana Emilia, dochter van vorst Christiaan Willem I van Schwarzburg-Sondershausen. Hij kreeg van zijn vader in apanage de titel van vorst van Mirow toegewezen.  
Omdat zijn oudere halfbroer Adolf Frederik III geen mannelijke nakomelingen had, groeide de politieke betekenis van Karels nevenlinie aangezien zij het hertogdom Mecklenburg-Strelitz zouden erven. In de politieke strijd tussen Adolf Frederik III en de landadel zagen zij een bondgenoot in Karel, wat de relatie tussen beide halfbroers steeds meer bemoeilijkte. 
Vanaf het midden van de jaren 1730 verzamelde Karel in Mirow een groot aantal jonge edelen en academici rond zich, die in de tweede helft van de achttiende eeuw tot de intellectuele elite van het zuidoosten van Mecklenburg behoorden. Ook voerde hij contacten met de latere koning Frederik II van Pruisen.
In juni 1752 stierf Karel van Mecklenburg-Strelitz op 44-jarige leeftijd, enkele maanden voor zijn oudere halfbroer Adolf Frederik III.

## Huwelijken en nakomelingen
Op 5 februari 1735 huwde Karel in Eisfeld met Elisabeth Albertina (1713-1761), dochter van hertog Ernst Frederik I van Saksen-Hildburghausen. Uit het huwelijk werden tien kinderen geboren:
- Christiana (1735-1794)
- Carolina (1736-1736)
- Adolf Frederik IV (1738-1794), hertog van Mecklenburg-Strelitz
- Elisabeth Christina (1739-1740)
- Sophie Louise (1740-1741)
- Karel II (1741-1816), hertog van Mecklenburg-Strelitz
- Ernst (1742-1814), generaal-veldmaarschalk in het Hannoverse leger.
- Sophie Charlotte (1744-1818), huwde in 1761 met koning George III van Groot-Brittannië
- Gotthilf (1745-1745)
- George August (1748-1785), generaal-majoor in het Keizerlijk Leger

## Voorouders
| Kwartierstaat van Karel van Mecklenburg-Strelitz (1708-1752) | Kwartierstaat van Karel van Mecklenburg-Strelitz (1708-1752)                                                                  | Kwartierstaat van Karel van Mecklenburg-Strelitz (1708-1752)                                                                  | Kwartierstaat van Karel van Mecklenburg-Strelitz (1708-1752)                                                                  | Kwartierstaat van Karel van Mecklenburg-Strelitz (1708-1752)                                                                  | Kwartierstaat van Karel van Mecklenburg-Strelitz (1708-1752)                                                                  | Kwartierstaat van Karel van Mecklenburg-Strelitz (1708-1752)                                                                  | Kwartierstaat van Karel van Mecklenburg-Strelitz (1708-1752)                                                                  | Kwartierstaat van Karel van Mecklenburg-Strelitz (1708-1752)                                                                  |
| ------------------------------------------------------------ | --- | --- | --- | --- | --- | --- | --- | --- |
| Overgrootouders                                              | Johan VII van Mecklenburg-Schwerin (1558-1592) ∞ Sophia van Sleeswijk-Holstein-Gottorp (1569-1634)                            | Johan VII van Mecklenburg-Schwerin (1558-1592) ∞ Sophia van Sleeswijk-Holstein-Gottorp (1569-1634)                            | Julius Ernst van Brunswijk-Dannenberg (1571-1636) ∞ Maria van Oost-Friesland (1582-1616)                                      | Julius Ernst van Brunswijk-Dannenberg (1571-1636) ∞ Maria van Oost-Friesland (1582-1616)                                      | Anton Günther I van Schwarzburg-Sondershausen (1620-1666) ∞ Maria Magdalena van Palts-Birkenfeld (1622–1689)                  | Anton Günther I van Schwarzburg-Sondershausen (1620-1666) ∞ Maria Magdalena van Palts-Birkenfeld (1622–1689)                  | Albrecht Friedrich (Barby-Mühlingen) (1597-1641) ∞ Sophie Ursula von Oldenburg (–)                                            | Albrecht Friedrich (Barby-Mühlingen) (1597-1641) ∞ Sophie Ursula von Oldenburg (–)                                            |
| Grootouders                                                  | Adolf Frederik I van Mecklenburg-Schwerin (1588-1658) ∞ Maria Catharina van Brunswijk-Dannenberg (1616-1665)                  | Adolf Frederik I van Mecklenburg-Schwerin (1588-1658) ∞ Maria Catharina van Brunswijk-Dannenberg (1616-1665)                  | Adolf Frederik I van Mecklenburg-Schwerin (1588-1658) ∞ Maria Catharina van Brunswijk-Dannenberg (1616-1665)                  | Adolf Frederik I van Mecklenburg-Schwerin (1588-1658) ∞ Maria Catharina van Brunswijk-Dannenberg (1616-1665)                  | Christiaan Willem van Schwarzburg-Sondershausen (1647-1721) ∞ Antonie Sybille van Barby-Mühlingen (1641–1684)                 | Christiaan Willem van Schwarzburg-Sondershausen (1647-1721) ∞ Antonie Sybille van Barby-Mühlingen (1641–1684)                 | Christiaan Willem van Schwarzburg-Sondershausen (1647-1721) ∞ Antonie Sybille van Barby-Mühlingen (1641–1684)                 | Christiaan Willem van Schwarzburg-Sondershausen (1647-1721) ∞ Antonie Sybille van Barby-Mühlingen (1641–1684)                 |
| Ouders                                                       | Hertog Adolf Frederik II van Mecklenburg-Strelitz (1658-1708) ∞ 1705 Prinses Emilia van Schwarzburg-Sondershausen (1681-1751) | Hertog Adolf Frederik II van Mecklenburg-Strelitz (1658-1708) ∞ 1705 Prinses Emilia van Schwarzburg-Sondershausen (1681-1751) | Hertog Adolf Frederik II van Mecklenburg-Strelitz (1658-1708) ∞ 1705 Prinses Emilia van Schwarzburg-Sondershausen (1681-1751) | Hertog Adolf Frederik II van Mecklenburg-Strelitz (1658-1708) ∞ 1705 Prinses Emilia van Schwarzburg-Sondershausen (1681-1751) | Hertog Adolf Frederik II van Mecklenburg-Strelitz (1658-1708) ∞ 1705 Prinses Emilia van Schwarzburg-Sondershausen (1681-1751) | Hertog Adolf Frederik II van Mecklenburg-Strelitz (1658-1708) ∞ 1705 Prinses Emilia van Schwarzburg-Sondershausen (1681-1751) | Hertog Adolf Frederik II van Mecklenburg-Strelitz (1658-1708) ∞ 1705 Prinses Emilia van Schwarzburg-Sondershausen (1681-1751) | Hertog Adolf Frederik II van Mecklenburg-Strelitz (1658-1708) ∞ 1705 Prinses Emilia van Schwarzburg-Sondershausen (1681-1751) |